# Kiernan Shipka
Kiernan Brennan Shipka (Kiernan Shipka) (Chicago, 10 november 1999) is een Amerikaanse actrice. Ze werd bekend als Sally Draper in de televisieserie Mad Men (2007–2015) en speelt Sabrina in de Netflix-horrorserie Chilling Adventures of Sabrina (2018-2020). Verder speelde ze onder meer in de films Carriers (2009), Flowers in the Attic (2014) en The Blackcoat's Daughter (2015).

## Filmografie
- The Angriest Man in Suburbia (2006)
- Dimension (2007)
- Lower Learning (2008)
- Carriers (2009)
- Land of the Lost (2009, niet op aftiteling)
- House Broken (2009)
- Cats & Dogs: The Revenge of Kitty Galore (2010)
- The Ryan and Randi Show (2010)
- Squeaky Clean (2010)
- Child Star Psychologist (2011)
- Smooch (2011)
- The Empty Room (2012)
- Very Good Girls (2013)
- We Rise Like Smoke (2013)
- Child Star Psychologist 2 (2013)
- The Edge of the Woods (2014)
- Flowers in the Attic (2014)
- Fan Girl (2015)
- One & Two (2015)
- When Marnie Was There (2015, Engelse stem Marnie)
- The Blackcoat's Daughter (2015)
- The Silence (2019)
- Let It Snow (2019)
- Wildflower (2022)
- Maximum Truth (2023)
- Totally Killer (2023)
- Longlegs (2024)
- Red One (2024)

## Televisieseries
- Monk (2006), 2 afleveringen waarvan 1 niet op aftiteling
- Mad Men (2007-2014), 82 afleveringen
- Jimmy Kimmel Live! (2007-2009), 6 afleveringen
- Heroes (2007)
- MADtv (2007)
- Cory in the House (2007)
- The Legend of Korra (2012-2014), 24 afleveringen
- Don't Trust the B---- in Apartment 23 (2012)
- Sofia the First (2013), 1 aflevering
- Unbreakable Kimmy Schmidt (2015), 1 aflevering
- Chilling Adventures of Sabrina (2018 - 2020), hoofdrol
- Riverdale (2021-2022), 2 afleveringen